# OFF Press
OFF_Press – niezależne wydawnictwo powstałe w 2010 roku, z siedzibą w Wielkiej Brytanii, prowadzone przez Marka Kaźmierskiego. 
OFF_ specjalizuje się w literaturze współczesnej w polskim i angielskim przekładzie; promuje też literaturę organizując wydarzenia literackie, wieczory autorskie, warsztaty z pisarzami tworzącymi w różnych językach, a także za pomocą filmu i sztuk wizualnych. 
Początkowo działało jako OFF_Magazine, literacki portal internetowy publikujący polską poezję i prozę w angielskim tłumaczeniu.  
W 2009 roku, w ramach projektu POLSKA!YEAR w Wielkiej Brytanii, OFF_ wziął udział w festiwalu literackim Southbank Centre oraz ogłosił konkurs OFF_Lit'Comp'09, którego rezultatem było wydanie pierwszej dwujęzycznej publikacji wydawnictwa Anthologia, a prequel manifesto, prezentującej nagrodzone teksty.   
Obecnie wydawnictwo współpracuje, między innymi, z takimi autorami jak: Jakobe Mansztajn, Justyna Bargielska, Wioletta Grzegorzewska, Maria Jastrzębska, Eugeniusz Tkaczyszyn-Dycki, Grzegorz Kwiatkowski, Genowefa Jakubowska-Fijałkowska, Piotr Czerwiński, Joanna Lech, Jacek Dehnel, Rafał Gawin, Piotr Makowski, Marcin Piniak, Paweł Barański, Jakub Winiarski, Dawid Jung, Ninette Nerval, Marcin Orliński, Adam Wiedemann. 

## Publikacje
- Anthologia, a prequel manifesto (Londyn, 2010)
- Powinni Się Nie Urodzić / They Should Not Have Been Born (trylogia), Grzegorz Kwiatkowski (Londyn, 2011)[6]
- Wiedeński High Life / Vienna High Life, Jakobe Mansztajn (Londyn, 2011)
- Pamięć Smieny / Memory of Smena, Wioletta Grzegorzewska (Londyn 2011)[7]
- Nic z Tego / Nothing of This, Joanna Lech (Londyn, 2011)
- Ze mnie robaka i z robaka wiersze. Of me a worm and of the worm verses, Genowefa Jakubowska-Fijałkowska, Londyn

Ponadto we współpracy z Zeszytami Poetyckimi:
- Anthologia #2, New Polish Poets (Zeszyty Poetyckie/OFF_Press, Londyn, 2010, pod redakcją D. Junga i M. Orlińskiego)[8]
- Free over Blood (Zeszyty Poetyckie/OFF_Press, Londyn, 2011, pod redakcją D. Junga i M. Orlińskiego)[9]
- Wycieczki Osobiste / Code Of Change, Rafał Gawin (Londyn, 2011)[10]